# Yuanyang (Honghe)

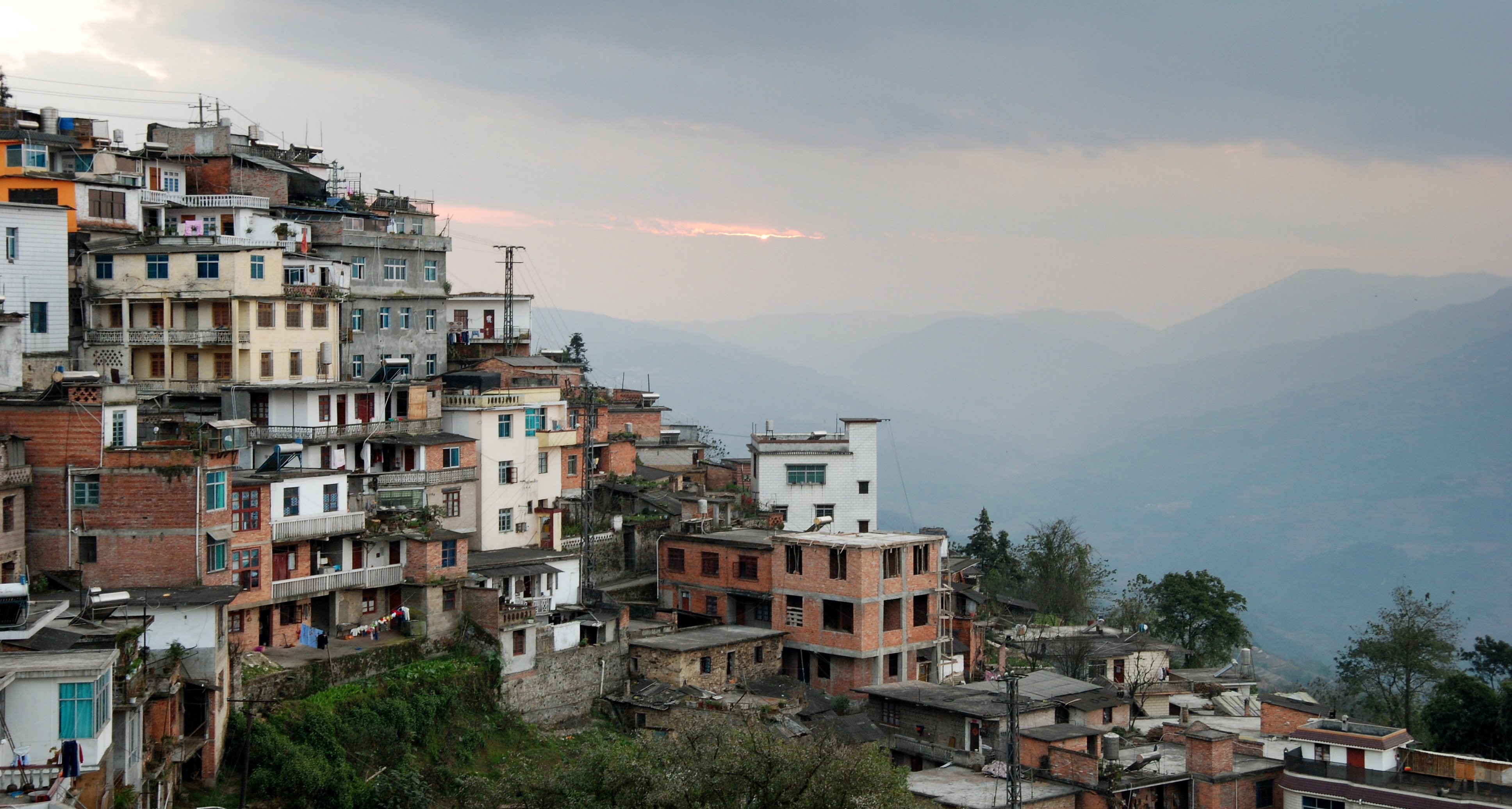
Blick auf Yuanyang

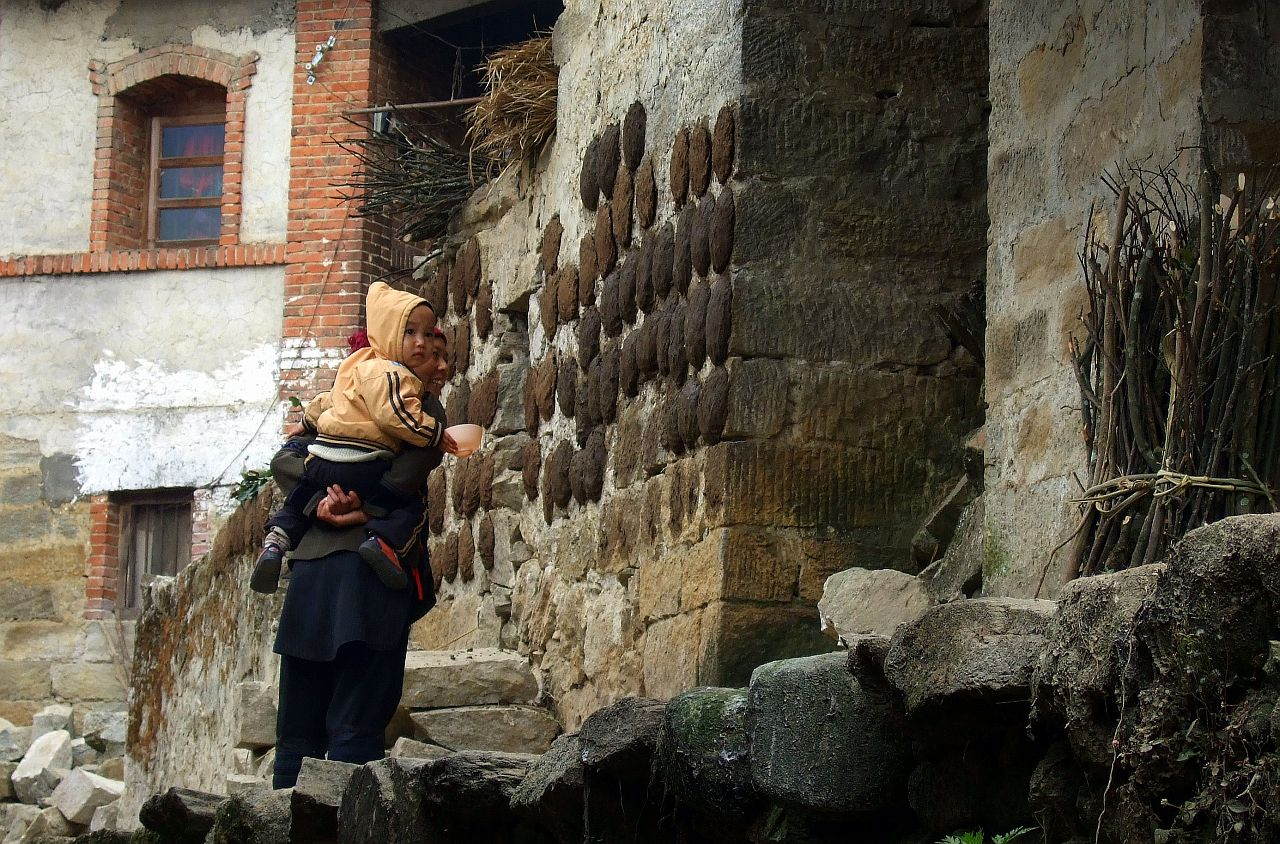
Trocknender Wasserbüffel-Dung an einer Hauswand in Yuanyang

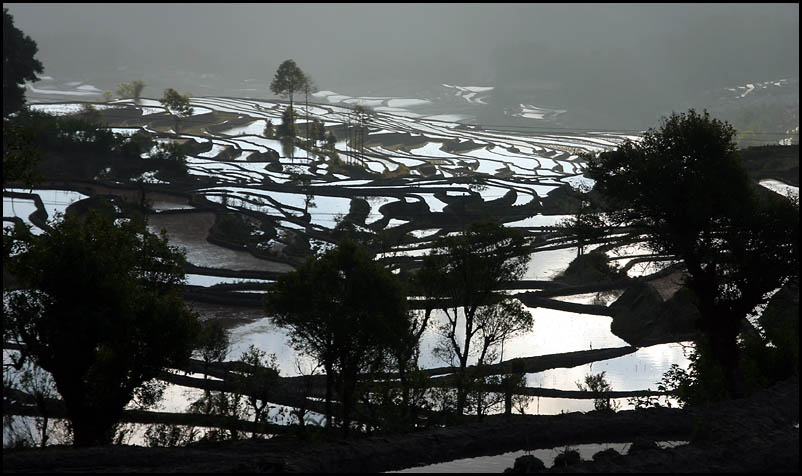
Reisterrassen

Der Kreis Yuanyang (元阳县,  Yuányáng Xiàn) ist ein chinesischer Kreis, der zum Verwaltungsgebiet des Autonomen Bezirks Honghe der Hani und Yi im Süden der chinesischen Provinz Yunnan gehört. Die Fläche beträgt 2.210 Quadratkilometer und die Einwohnerzahl 359.155 (Stand: Zensus 2020). 1999 zählte Yuanyang 354.739 Einwohner.

## Administrative Gliederung
Auf Gemeindeebene setzt sich der Kreis aus zwei Großgemeinden und zwölf Gemeinden zusammen. Diese sind:
- Großgemeinde Nansha 南沙镇
- Großgemeinde Xinjie 新街镇

- Gemeinde Niujiaozhai 牛角寨乡
- Gemeinde Shalatuo 沙拉托乡
- Gemeinde Ganiang 嘎娘乡
- Gemeinde Shangxincheng 上新城乡
- Gemeinde Xiaoxinjie 小新街乡
- Gemeinde Fengchunling 逢春岭乡
- Gemeinde Daping 大坪乡
- Gemeinde Panzhihua 攀枝花乡
- Gemeinde Huangmaoling 黄茅岭乡
- Gemeinde Huangcaoling 黄草岭乡
- Gemeinde Ezha 俄扎乡
- Gemeinde Majie 马街乡